# Whale Back (mielizna na północny zachód od Cape Sable)
Whale Back – mielizna (back) w kanadyjskiej prowincji Nowa Szkocja, w hrabstwie Shelburne (43°24′10″N, 65°39′00″W), na północny zachód od przylądka Cape Sable; nazwa urzędowo zatwierdzona 26 kwietnia 1965.